# Англквил ла Бра Лон
Англквил ла Бра Лон (фр. Anglesqueville-la-Bras-Long) насеље је и општина у северној Француској у региону Горња Нормандија, у департману Приморска Сена која припада префектури Дјеп.
По подацима из 2011. године у општини је живело 116 становника, а густина насељености је износила 32,86 становника/km². Општина се простире на површини од 3,53 km². Налази се на средњој надморској висини од 126 метара (максималној 128 m, а минималној 93 m).

## Демографија
| 1962. | 1968. | 1975. | 1982. | 1990. | 1999. | 2011. |
| ----- | ----- | ----- | ----- | ----- | ----- | ----- |
| 150   | 154   | 129   | 121   | 129   | 135   | 116   |

График промене броја становника у току последњих година